# Gerlingen (Ense)
Gerlingen ist ein Ortsteil der Gemeinde Ense im Kreis Soest, Regierungsbezirk Arnsberg, (Nordrhein-Westfalen). Der Ort liegt am nördlichen Rand des Haarstrangs und etwa 2 km südlich der B1; Soest ist etwa 12 km und Werl etwa 7 km entfernt. Bis zum Naherholungsgebiet Möhnesee sind es etwa 10 km.
Der Ort zählt zusammen mit Bittingen und Bilme zu den einwohnerschwächsten, allerdings flächenmäßig größeren Ortsteilen von Ense.

## Ortsbild
Das Ortsbild mit dem Gerlinger Grund wird von bewirtschafteten landwirtschaftlichen Betrieben und Einfamilienhäusern, sowie Feldern, Wäldern und Wiesen geprägt. Eine nennenswerte Infrastruktur ist nicht vorhanden, wenige Höfe vermarkten ihre Produkte direkt. Das Gebiet ist durch einen Radwanderweg erschlossen.

## Geschichte
Gerlingen wurde im Zuge der kommunalen Neugliederung am 1. Juli 1969 mit 13 anderen selbständigen Orten zur neuen Gemeinde Ense zusammengefasst.